# Milanovac
Milanovac es una localidad de Croacia en el ejido de la ciudad de Virovitica, condado de Virovitica-Podravina.

## Geografía
Se encuentra a una altitud de 156 m s. n. m. a 149 km de la capital nacional, Zagreb.

## Demografía
En el censo 2011 el total de población de la localidad fue de 1711 habitantes.
| Gráfica de población de Milanovac 1857-2011                         |
|                                                                     |
| Según los censos de población de la oficina estadística de Croacia. |